# Salem Zenia
Salem Zenia (en kabyle: Salem Zinya), né le 26 septembre 1962 à Freha (Algérie), est un journaliste et écrivain algérien.
Il étudie à l'école de son village natal, puis au lycée masculin de Azazga avant de poursuivre des études de journalisme à distance auprès de l’École Universalis (Liège, Belgique).
Il a travaillé comme journaliste pour divers publications et fondé en 1998 le journal Racines/Iz’uran. Il vit maintenant à Barcelone comme réfugié. Il a reçu le diplôme d'honneur de l'association Tamazgha à Paris en 2005.
Salem Zenia a été récompensé du Prix Apulée du meilleur roman en tamazight, décerné par la Bibliothèque nationale algérienne pour son roman Iɣil d wefru.

### Recueils de poésie
- Tirga n Yidir (Les rêves de Yidir) (1993)
- Tifeswin (2004)
- Itij aderghal (2008)

### Romans
- Tafrara (1995)
- Iɣil d wefru (2003)

### Recueil de contes
- Yella zik-nni: timucuha (2008)[2]